# 9-й отдельный лыжный батальон
9-й отдельный лыжный батальон Карельского фронта — воинская часть вооружённых сил СССР в Великой Отечественной войне.

## История
Батальон сформирован в составе Карельского фронта в начале 1942 года.
В действующей армии с 5 марта 1942 года по 8 октября 1942 года.
С марта 1942 по октябрь 1942 года действовал в Заполярье.
Расформирован 8 октября 1942 года.

## Подчинение
| Дата            | Фронт (округ)    | Армия      | Корпус | Примечания        |
| --------------- | ---------------- | ---------- | ------ | ----------------- |
| 01.04.1942 года | Карельский фронт | 14-я армия | -      | -                 |
| 01.05.1942 года | Карельский фронт | 14-я армия | -      | -                 |
| 01.06.1942 года | Карельский фронт | 14-я армия | -      | -                 |
| 01.07.1942 года | Карельский фронт | 14-я армия | -      | -                 |
| 01.08.1942 года | Карельский фронт | 14-я армия | -      | -                 |
| 01.09.1942 года | Карельский фронт | -          | -      | точных данных нет |
| 01.05.1942 года | Карельский фронт | 14-я армия | -      | точных данных нет |